# Desert poems
Desert poems is een studioalbum van Stephan Micus. Het album bevat de voor Misuc gewoon zijnde wereldmuziek met Gregoriaanse zang. De opnamen voor het album duurden zelfs voor Micus doen lang, vier jaar was hij ermee bezig. Die lange tijd werd medeveroorzaakt doordat Micus bijvoorbeeld in track 1 alle drieëntwintig stemmen zelf inzong. Motto van het album: "There are ten thousand ways to bow and kiss the earth", een citaat van Jalal ad-Din Rumi.

## Musici
- Stephan Micus – zang, sarangi, dondon, dilruba, dousen’ gouni, kalimba, sinding, steeldrums en andere percussie, shakuhachi, sattar, bloempotten

## Muziek
Alles van Micus, behalve waar aangegeven 

| Nr. | Titel                                | Duur |
| --- | ------------------------------------ | ---- |
| 1.  | The horses of Nizami                 | 3:36 |
| 2.  | Adela                                | 5;43 |
| 3.  | Night                                | 2:48 |
| 4.  | Mikhail’s dream                      | 8:20 |
| 5.  | First snow                           | 4:57 |
| 6.  | Thirteen eagles                      | 5:35 |
| 7.  | Contessa Entellina                   | 4:29 |
| 8.  | Shen Khar Venakhi (Georgisch gezang) | 2:44 |
| 9.  | For Yuko                             | 8:11 |